# Juegos Iberoamericanos de Taekwondo
Los Juegos Iberoamericanos de Taekwondo son un torneo de taekwondo organizado por los países miembros de la Comunidad Iberoamericana de Naciones de forma eventual, donde participan los países de forma ocasional. Los planifican las Federaciones Nacionales e Internacionales de Taekwondo de los respectivos países. Los países que dominan este deporte son México, seguido de España, Venezuela, Ecuador, Brasil y Puerto Rico, entre otros. En los Juegos Olímpicos de Pekín 2008 participaron diferentes delegaciones.

## Medallero - Santiago de Querétaro 2005
1. México: 39
2. Guatemala: 8
3. Puerto Rico: 6

- Datos: Q5393437